# 창원 가음정동 고분군
창원 가음정동 고분군(昌原 加音丁洞 古墳群)은 대한민국 경상남도 창원시 성산구 가음정동의 당산에 분포한 가야의 무덤이다. 1993년 12월 27일 경상남도의 기념물 제126호로 지정되었다.

## 개요
발굴조사를 통해 당산 주변이 청동기시대부터 가야에 이르는 각종 집자리 시설, 조개더미, 논 유적들이 골고루 형성된 대규모 복합 유적임이 밝혀졌다.
분포하고 있는 가야 무덤의 형태는 널무덤(토광묘), 돌널무덤(석관묘), 돌방무덤(석실묘), 독무덤(옹관묘)이 있다.
창원 가음정동무덤은 다양한 형태의 가야 무덤들이 밀집하여 분포하고 있어 무덤 변천 연구와 같은 가야사 연구에 좋은 자료가 되고 있다.

## 현지 안내문
이 고분군은 당산(堂山)의 동서로 길게 뻗은 구릉의 서쪽에 위치하고 있다. 고분이 분포하는 당산과 그 주변에는 청동기 시대로부터 삼국 시대에 이르는 시기에 형성된 집터와 무덤, 조개무지, 경작지(논)등 다양한 유적이 모여 있다. 이곳에서는 기원 후 4세기 무렵의 덧널무덤과 5.6세기의 돌덧널무덤, 돌방무덤, 독무덤 등 여러종류의 무덤들이 조사되었다. 봉분이 있는 무덤의 경우, 봉분의 한가운데에 주인공의 무덤 방이 있고, 그 주위에 작은 돌덧널무덤과 독무덤이 함께 만들어진 것도 있었다. 이 유적에서는 굽다리접시, 잔, 항아리등의 토기와 화살촉, 도끼 손칼 등의 철기류가 많이 출토되었다. 당산의 주변에서는 고려 및 조선 시대의 무덤도 확인되어, 이곳이 청동기 시대와 삼한 시대 뿐만 아니라 그 이후에도 계속 묘역으로 이용되었음이 밝혀졌다. 더구나 동쪽 구릉과 주변의 낮은 곳에서는 조개무지와 집터, 농경지(논) 등이 함께 조사됨으로써, 창원 지역의 역사를 규명할 수 있는 중요한 유적으로 주목받고 있다.

## 참고 자료
- 창원 가음정동 고분군 - 국가유산청 국가유산포털